# Brisits Frigyes
Brisits Frigyes Ervin OCist (Máza, 1890. március 4. – Vác, 1969. december 7.) ciszterci szerzetes, gimnáziumi tanár, igazgató, irodalomtörténész, Vörösmarty-kutató, a Magyar Tudományos Akadémia levelező tagja.

## Élete
A középiskolát Pécsett, a ciszterci gimnáziumban, a teológiát a Bernardinumban végezte, 1913. július 10-én ünnepélyes fogadalmat tett, július 14-én pappá szentelték. A budapesti egyetemen magyar-latin szakos középiskolai tanári oklevelet szerzett, 1914-ben doktorált.
1914-től a rend budapesti Szent Imre gimnáziumának tanára, 1935-től igazgató-helyettese, 1939-től 1948-ig igazgatója. 1927-től a Bernardinum magyar irodalom tanára. 1935-ben a budapesti egyetemen magántanárrá képesítették, ahol 1946-48-ban rendkívüli tanár volt. 1948-tól a Karolina úti lelkészségen kisegítő lelkész. 1951-ben nyugalomba vonult Vácra.
1925-ben a Szent István Akadémia (SZIA) III. szakosztályának tagjává, 1934. május 11-én az MTA levelező tagjává választotta, mely tagsága az MTA átszervezésekor a Széptudományi Alosztállyal együtt 1949. november 29-én megszűnt, melyet 1989. május 9-én állítottak vissza. Jegyzője, majd titkára volt a Magyar Irodalomtörténeti Társaságnak.

## Munkássága
Főként Vörösmarty munkásságával foglalkozott. Alszeghy Zsolttal és Sík Sándorral magyar irodalom tankönyveket írt. 1957-ben az irodalomtudományok doktora lett.

## Főbb művei
- Szent Ágoston és II. Rákóczi Ferenc vallomásai. Pécs, 1914.
- A két szomszédvár. Írta Vörösmarty Mihály. Bev. és jegyz. Bp., 1922.
- A Szent Jobb Magyarországon. Szentbeszéd. Budapest, 1923.
- Assisi Szent Ferenc. Budapest, 1926. (Magyar könyvtár. Új sorozat 1007-1008)
- Prohászka breviárium. Összeáll. Budapest, 1926. (Zászlónk könyvtára 7-8.)
- Vörösmarty Mihály kiadatlan költeményei. Bev. és jegyz. Budapest, 1926.
- Prohászka. Tanulmányok. Összegyűjt. Budapest, 1927.
- Sziklay János írói egyénisége. Budapest, 1927.
- Az MTA Vörösmarty-kéziratainak jegyzéke. Budapest, 1928.
- Temesvári Pelbárt műveiből. Budapest, 1931.
- Pázmány világa. Összeáll. Budapest, 1932.
- Maradj velünk, Uram! A magyar rendőr imádságos könyve. Budapest, 1935.
- A fehér sas. Színjáték. Budapest, 1936.
- Vörösmarty Mihály és az Akadémia. Budapest, 1937.
- A 19. század első fele. Budapest, 1939. (a Szent István Társulat magyar irodalomtörténete 5.)
- A nyelvszeretés epochája. Vác, 1939.
- Babits Mihály. Vác, 1941.
- Vörösmarty válogatott munkái. Előszó s a költeményeket vál. Vác, 1941.
- Szent Bernát pedagógiája. Eger, 1942.
- Czinke Ferenc egyetemi tanári kinevezésének története. Vác, 1944.
- Vörösmarty Mihály levelezése. 1-2. köt. S.a.r. Budapest, 1965.

Közreműködött a Farkas Edit szerkesztette Szentlélek hárfája c. Prohászka-imakönyv összeállításában (Bp., 1927). Sajtó alá rendezte a Széll Kálmánné Vörösmarty Ilona: Deák Ferenc politikai és magánélete (Bp., 1926) című művét. 1919-26 között Péch Aladárral szerkesztette a Magyar Középiskola című szaklapot.